# Samuel Constant Snellen van Vollenhoven
Samuel Constant Snellen van Vollenhoven (ur. 8 października 1816 w Rotterdamie, zm. 22 marca 1880) – holenderski entomolog.

## Życiorys
Od dzieciństwa interesował się naukami przyrodniczymi. W latach 1834–1839 studiował na Uniwersytecie w Lejdzie. Po studiach wyjechał do Hagi, gdzie zarejestrowany był jako prawnik. Po ślubie z Jeanne Everdine Meijer wrócił do Lejdy. Często odwiedzał tamtejsze Muzeum Historii Naturalnej oraz ogród botaniczny. Później przeprowadził się do Gliphoeve koło Haarlemu, gdzie poświęcił się badaniu owadów. W 1845 roku dołączył do Nederlandsche Entomologische Vereeniging, gdzie dwukrotnie wybrano go na prezydenta (pełnił tę funkcję do 1872 i ponownie od 1878 roku). W 1854 roku wybrany został przez rząd na kuratora zbioru entomologicznego Rijksmuseum van Natuurlijke Historie. W 1857 roku utworzył czasopismo naukowe Tijdschrift voor Entomologie. W 1860 roku został członkiem Królewskiej Akademii Nauk. W 1862 roku otrzymał tytuł doktora honoris causa od Uniwersytetu w Groningen. Od 1871 roku cierpiał na bóle reumatyczne, w związku z czym w 1873 roku zrezygnował z funkcji kuratora. Zmarł w 1880 roku.

## Dorobek naukowy
Vollenhoven określany jest jako pierwszy holenderski entomolog zawodowy. Napisał około 180 publikacji naukowych. Badał owady z różnych rzędów, zwłaszcza należące do fauny Holandii i Indii Zachodnich. Opisał 3 nowe rodzaje i 103 nowe gatunki błonkówek, 2 nowe rodzaje i 97 nowych gatunków chrząszczy, 1 nowy rodzaj i 164 nowe gatunki pluskwiaków, 88 nowych gatunków motyli, 1 nowy rodzaj i 15 nowych gatunków muchówek, 1 nowy rodzaj i 3 nowe gatunki prostoskrzydłych oraz nowy rodzaj i nowy gatunek karaczanów. Jako pierwszy skompilował listy faunistyczne holenderskich chrząszczy, muchówek, błonkówek, pluskwiaków i prostoskrzydłych. Opublikował trzy monografie poświęcone pluskwiakom różnoskrzydłych Indii Zachodnich.
Większość jego zbiorów zdeponowana jest w lejdejskim Nationaal Natuurhistorisch Museum.